# Dawn of the Black Hearts
The Dawn of the Black Hearts — концертний альбом норвезького блек-метал-гурту Mayhem, випущений 17 лютого 1995 року. Незважаючи на те, що альбом був бутлегом, робота іноді помилково вказується як одна із головних у дискографії гурту, головним чином через недобру славу щодо обкладинки, яка є зображенням покійного вокаліста Mayhem Пера «Дед» Оліна, незабаром після того, як він покінчив життя самогубством.

## Список композицій
Оригінальній список пісень, записаний у 1990 році:
| #  | Назва                     | Тривалість |
| -- | ------------------------- | ---------- |
| 1. | «Deathcrush»              | 3:36       |
| 2. | «Necrolust»               | 4:19       |
| 3. | «Funeral Fog»             | 6:38       |
| 4. | «Freezing Moon»           | 6:06       |
| 5. | «Carnage»                 | 4:18       |
| 6. | «Buried by Time and Dust» | 5:46       |
| 7. | «Chainsaw Gutsfuck»       | 3:59       |
| 8. | «Pure Fucking Armaggedon» | 3:15       |

Додаткові треки, які записані в 1986 році:
| #   | Назва                                            | Тривалість |
| --- | ------------------------------------------------ | ---------- |
| 9.  | «Dance Macabre» (кавер Celtic Frost)             | 1:10       |
| 10. | «Black Metal» (кавер Venom)                      | 3:00       |
| 11. | «Procreation of the Wicked» (Celtic Frost cover) | 2:40       |
| 12. | «Welcome to Hell» (кавер Venom)                  | 3:46       |